# Llista d'asteroides/155801-155900
| Nom      | Designació provisional | Data de descobriment   | Lloc de descobriment | Descobridor/s  |
| -------- | ---------------------- | ---------------------- | -------------------- | -------------- |
| 155801 - | 2000 UT61              | 25 d'octubre de 2000   | Socorro              | LINEAR         |
| 155802 - | 2000 UK65              | 25 d'octubre de 2000   | Socorro              | LINEAR         |
| 155803 - | 2000 UL108             | 30 d'octubre de 2000   | Socorro              | LINEAR         |
| 155804 - | 2000 VA14              | 1 de novembre de 2000  | Socorro              | LINEAR         |
| 155805 - | 2000 VD26              | 1 de novembre de 2000  | Socorro              | LINEAR         |
| 155806 - | 2000 VE28              | 1 de novembre de 2000  | Socorro              | LINEAR         |
| 155807 - | 2000 VU29              | 1 de novembre de 2000  | Socorro              | LINEAR         |
| 155808 - | 2000 VF54              | 3 de novembre de 2000  | Socorro              | LINEAR         |
| 155809 - | 2000 VE58              | 3 de novembre de 2000  | Socorro              | LINEAR         |
| 155810 - | 2000 VA60              | 1 de novembre de 2000  | Socorro              | LINEAR         |
| 155811 - | 2000 WL20              | 25 de novembre de 2000 | Kitt Peak            | Spacewatch     |
| 155812 - | 2000 WS20              | 25 de novembre de 2000 | Kitt Peak            | Spacewatch     |
| 155813 - | 2000 WZ26              | 26 de novembre de 2000 | Bohyunsan            | Bohyunsan      |
| 155814 - | 2000 WY31              | 20 de novembre de 2000 | Socorro              | LINEAR         |
| 155815 - | 2000 WU41              | 20 de novembre de 2000 | Socorro              | LINEAR         |
| 155816 - | 2000 WK67              | 27 de novembre de 2000 | Socorro              | LINEAR         |
| 155817 - | 2000 WR74              | 20 de novembre de 2000 | Socorro              | LINEAR         |
| 155818 - | 2000 WK89              | 21 de novembre de 2000 | Socorro              | LINEAR         |
| 155819 - | 2000 WS90              | 21 de novembre de 2000 | Socorro              | LINEAR         |
| 155820 - | 2000 WA95              | 21 de novembre de 2000 | Socorro              | LINEAR         |
| 155821 - | 2000 WM126             | 16 de novembre de 2000 | Kitt Peak            | Spacewatch     |
| 155822 - | 2000 WP130             | 20 de novembre de 2000 | Kitt Peak            | Spacewatch     |
| 155823 - | 2000 WA151             | 20 de novembre de 2000 | Socorro              | LINEAR         |
| 155824 - | 2000 WP158             | 30 de novembre de 2000 | Haleakala            | NEAT           |
| 155825 - | 2000 WW161             | 20 de novembre de 2000 | Anderson Mesa        | LONEOS         |
| 155826 - | 2000 WL172             | 25 de novembre de 2000 | Socorro              | LINEAR         |
| 155827 - | 2000 WA178             | 28 de novembre de 2000 | Socorro              | LINEAR         |
| 155828 - | 2000 XO2               | 1 de desembre de 2000  | Socorro              | LINEAR         |
| 155829 - | 2000 XV21              | 4 de desembre de 2000  | Socorro              | LINEAR         |
| 155830 - | 2000 XL23              | 4 de desembre de 2000  | Socorro              | LINEAR         |
| 155831 - | 2000 XE47              | 15 de desembre de 2000 | Socorro              | LINEAR         |
| 155832 - | 2000 XB52              | 6 de desembre de 2000  | Socorro              | LINEAR         |
| 155833 - | 2000 YB                | 16 de desembre de 2000 | Kitt Peak            | Spacewatch     |
| 155834 - | 2000 YG3               | 18 de desembre de 2000 | Kitt Peak            | Spacewatch     |
| 155835 - | 2000 YA8               | 21 de desembre de 2000 | Eskridge             | G. Hug         |
| 155836 - | 2000 YC22              | 29 de desembre de 2000 | Desert Beaver        | W. K. Y. Yeung |
| 155837 - | 2000 YG26              | 23 de desembre de 2000 | Socorro              | LINEAR         |
| 155838 - | 2000 YV48              | 30 de desembre de 2000 | Socorro              | LINEAR         |
| 155839 - | 2000 YZ50              | 30 de desembre de 2000 | Socorro              | LINEAR         |
| 155840 - | 2000 YA60              | 30 de desembre de 2000 | Socorro              | LINEAR         |
| 155841 - | 2000 YU69              | 30 de desembre de 2000 | Socorro              | LINEAR         |
| 155842 - | 2000 YC87              | 30 de desembre de 2000 | Socorro              | LINEAR         |
| 155843 - | 2000 YL100             | 30 de desembre de 2000 | Haleakala            | NEAT           |
| 155844 - | 2000 YZ112             | 30 de desembre de 2000 | Socorro              | LINEAR         |
| 155845 - | 2001 AG3               | 4 de gener de 2001     | Fair Oaks Ranch      | J. V. McClusky |
| 155846 - | 2001 AM27              | 5 de gener de 2001     | Socorro              | LINEAR         |
| 155847 - | 2001 AD31              | 4 de gener de 2001     | Socorro              | LINEAR         |
| 155848 - | 2001 AO44              | 15 de gener de 2001    | Oizumi               | T. Kobayashi   |
| 155849 - | 2001 AK46              | 15 de gener de 2001    | Socorro              | LINEAR         |
| 155850 - | 2001 AY46              | 15 de gener de 2001    | Socorro              | LINEAR         |
| 155851 - | 2001 BP10              | 19 de gener de 2001    | Socorro              | LINEAR         |
| 155852 - | 2001 BB19              | 19 de gener de 2001    | Socorro              | LINEAR         |
| 155853 - | 2001 BA25              | 20 de gener de 2001    | Socorro              | LINEAR         |
| 155854 - | 2001 BJ35              | 20 de gener de 2001    | Socorro              | LINEAR         |
| 155855 - | 2001 BV38              | 19 de gener de 2001    | Kitt Peak            | Spacewatch     |
| 155856 - | 2001 BD48              | 21 de gener de 2001    | Socorro              | LINEAR         |
| 155857 - | 2001 BJ49              | 21 de gener de 2001    | Socorro              | LINEAR         |
| 155858 - | 2001 BT51              | 16 de gener de 2001    | Haleakala            | NEAT           |
| 155859 - | 2001 BY71              | 31 de gener de 2001    | Socorro              | LINEAR         |
| 155860 - | 2001 BT77              | 25 de gener de 2001    | Socorro              | LINEAR         |
| 155861 - | 2001 CA33              | 13 de febrer de 2001   | Socorro              | LINEAR         |
| 155862 - | 2001 CP33              | 13 de febrer de 2001   | Socorro              | LINEAR         |
| 155863 - | 2001 CQ34              | 13 de febrer de 2001   | Socorro              | LINEAR         |
| 155864 - | 2001 CE40              | 13 de febrer de 2001   | Socorro              | LINEAR         |
| 155865 - | 2001 DK                | 16 de febrer de 2001   | Desert Beaver        | W. K. Y. Yeung |
| 155866 - | 2001 DW10              | 17 de febrer de 2001   | Socorro              | LINEAR         |
| 155867 - | 2001 DO18              | 16 de febrer de 2001   | Socorro              | LINEAR         |
| 155868 - | 2001 DD26              | 17 de febrer de 2001   | Socorro              | LINEAR         |
| 155869 - | 2001 DK27              | 17 de febrer de 2001   | Socorro              | LINEAR         |
| 155870 - | 2001 DL27              | 17 de febrer de 2001   | Socorro              | LINEAR         |
| 155871 - | 2001 DG40              | 19 de febrer de 2001   | Socorro              | LINEAR         |
| 155872 - | 2001 DM57              | 16 de febrer de 2001   | Kitt Peak            | Spacewatch     |
| 155873 - | 2001 DB59              | 21 de febrer de 2001   | Socorro              | LINEAR         |
| 155874 - | 2001 DQ82              | 22 de febrer de 2001   | Kitt Peak            | Spacewatch     |
| 155875 - | 2001 DR91              | 20 de febrer de 2001   | Haleakala            | NEAT           |
| 155876 - | 2001 DS96              | 17 de febrer de 2001   | Socorro              | LINEAR         |
| 155877 - | 2001 DF106             | 20 de febrer de 2001   | Kitt Peak            | Spacewatch     |
| 155878 - | 2001 ED4               | 2 de març de 2001      | Anderson Mesa        | LONEOS         |
| 155879 - | 2001 EK4               | 2 de març de 2001      | Anderson Mesa        | LONEOS         |
| 155880 - | 2001 ED7               | 2 de març de 2001      | Anderson Mesa        | LONEOS         |
| 155881 - | 2001 EF19              | 14 de març de 2001     | Haleakala            | NEAT           |
| 155882 - | 2001 FJ26              | 18 de març de 2001     | Socorro              | LINEAR         |
| 155883 - | 2001 FU38              | 18 de març de 2001     | Socorro              | LINEAR         |
| 155884 - | 2001 FC39              | 18 de març de 2001     | Socorro              | LINEAR         |
| 155885 - | 2001 FZ64              | 19 de març de 2001     | Socorro              | LINEAR         |
| 155886 - | 2001 FP67              | 19 de març de 2001     | Socorro              | LINEAR         |
| 155887 - | 2001 FU68              | 19 de març de 2001     | Socorro              | LINEAR         |
| 155888 - | 2001 FY83              | 26 de març de 2001     | Kitt Peak            | Spacewatch     |
| 155889 - | 2001 FK84              | 26 de març de 2001     | Kitt Peak            | Spacewatch     |
| 155890 - | 2001 FY84              | 26 de març de 2001     | Kitt Peak            | Spacewatch     |
| 155891 - | 2001 FU87              | 21 de març de 2001     | Anderson Mesa        | LONEOS         |
| 155892 - | 2001 FP93              | 16 de març de 2001     | Socorro              | LINEAR         |
| 155893 - | 2001 FL100             | 17 de març de 2001     | Socorro              | LINEAR         |
| 155894 - | 2001 FZ106             | 18 de març de 2001     | Anderson Mesa        | LONEOS         |
| 155895 - | 2001 FR108             | 18 de març de 2001     | Socorro              | LINEAR         |
| 155896 - | 2001 FT108             | 18 de març de 2001     | Socorro              | LINEAR         |
| 155897 - | 2001 FD116             | 19 de març de 2001     | Socorro              | LINEAR         |
| 155898 - | 2001 FZ116             | 19 de març de 2001     | Socorro              | LINEAR         |
| 155899 - | 2001 FW135             | 21 de març de 2001     | Haleakala            | NEAT           |
| 155900 - | 2001 FJ142             | 23 de març de 2001     | Anderson Mesa        | LONEOS         |